# Појана Брашов
Појана Брашов (рум. Poiana Braşov) је најпознатији зимски центар у Румунији и налази се на 170 km северозападно од главног града Румуније Букурешта а од најближег града Брашова удаљена је око 12 km. Приступ зимском центру је могућ путевима са више страна а такође и градским аутобусом број 20 који од Брашова саобраћа сваког дана редовно са станице Ливада Постеи (рум. Livada Postei).

## Географија
Зимски центар је смештен на надморској висини од 1050 m у подножју највишег дела планинског масива Поставарул који припада планинском ланцу Источних Карпата док су скијашки терени на надморској висини до 1800 m. Појана Брашов је окружена са четири планинска масива и то са већ поменутим масивом Поставарул 1.799 m, затим масивом Пјатра Крајулуи 2.238 m (рум. Piatra Craiului), Бућеђи 2,505 м (рум. Bucegi) и Пјатра Маре 1.848 m (рум. Piatra Mare).

## Историја
Појана Брашов је настала 1895. године као прво туристичко место у околини Брашова. Убрзо затим 1906. године постаје и зимски центар а три године касније ту се одржава и прво скијашко такмичење у Румунији. Године 1951, Појана Брашов је била домаћин Међународних студентских зимских спортских игара претече данашње зимске универзијаде. У последње време овај зимски центар прерастао је у прави мали град у коме су изграђени бројни луксузни хотели, апартмани и ресторани.

## Клима
Ово подручје одликује умерено-континентална клима а прелаз између лета и зиме настаје постепено са појавом пролећа и јесени. Просечна летња температура износи 20 °C а зими је она -4 °C, док је просечна годишња влажност ваздуха 75%. Снежни покривач је у просеку дебљине између 50 и 60 сантиметара и задржава се од средине новембра до краја марта отприлике око 120 дана годишње, мада нису ретке појаве да се први снежни покривач појави и крајем септембра.

## Туристичке занимљивости
Дрвена црква Светог Јована Крститеља.
Заштићена природна област Стежеришул Маре (рум. Stejerișul Mare).

## Ски центар
Стазе за алпско скијање се простиру у укупној дужини од 17 km на висинама до 1800 m. У Појани Брашов постоји 9 ски-стаза, дужине од 300 м до 3820 м, а постоји и стаза за ноћно скијање и уређаји за припрему вештачког снега. Транспорт скијаша обезбеђен је помоћу 2 кабине, једне гондоле и осам ски-лифтова, капацитета 7000 скијаша на сат. Функционише и добро организована школа скијања. Сезона скијања траје од децембра до априла.
| Основни подаци о ски-стазама |                             |            |                          |              |
| Број                         | Име                         | Дужина (m) | Висинска разлика (m нмв) | Тежина стазе |
| 01.                          | Лупулуи (Lupului)           | 2860       | 775                      | тешка        |
| 02.                          | Сулинар (Sulinar)           | 2441       | 645                      | средња       |
| 03.                          | Канзел (Kanzel)             | 350        | 134                      | средња       |
| 04.                          | Руиа (Ruia)                 | 540        | 198                      | тешка        |
| 05.                          | Субтелеферик (Subteleferic) | 1000       | 280                      | тешка        |
| 06.                          | Друмул Росу (Drumul Rosu)   | 3821       | 630                      | лака         |
| 07.                          | Брадул (Bradul)             | 458        | 77                       | лака         |
| 08.                          | Слалом (Slalom)             | 575        | 217                      | средња       |
| 09.                          | Камелиа (Camelia)           | 450        | 28                       | лака         |
| 10.                          | Стадион (Stadion)           | 300        | 32                       | лака         |

| Основни подаци о скијалишту |                                |
| Надморска висина            | 1.021 - 1.800 м                |
| Највећа ски висина          | 1.768 м                        |
| Маркираних стаза            | 17 km                          |
| Најдужа стаза               | 3,8 km                         |
| Оријентација стаза          | Северна                        |
| Стазе за нордијско скијање  | 7–8 km                         |
| Жичаре                      | 2 кабине, 1 гондола, 8 лифтова |

## Галерија
- Црква брвнара посвећена Светом Јовану Крститељу у Појани Брашов

## Становништво
| 2002. |
| ----- |
| 350   |